# 2009年馬達加斯加政治危機

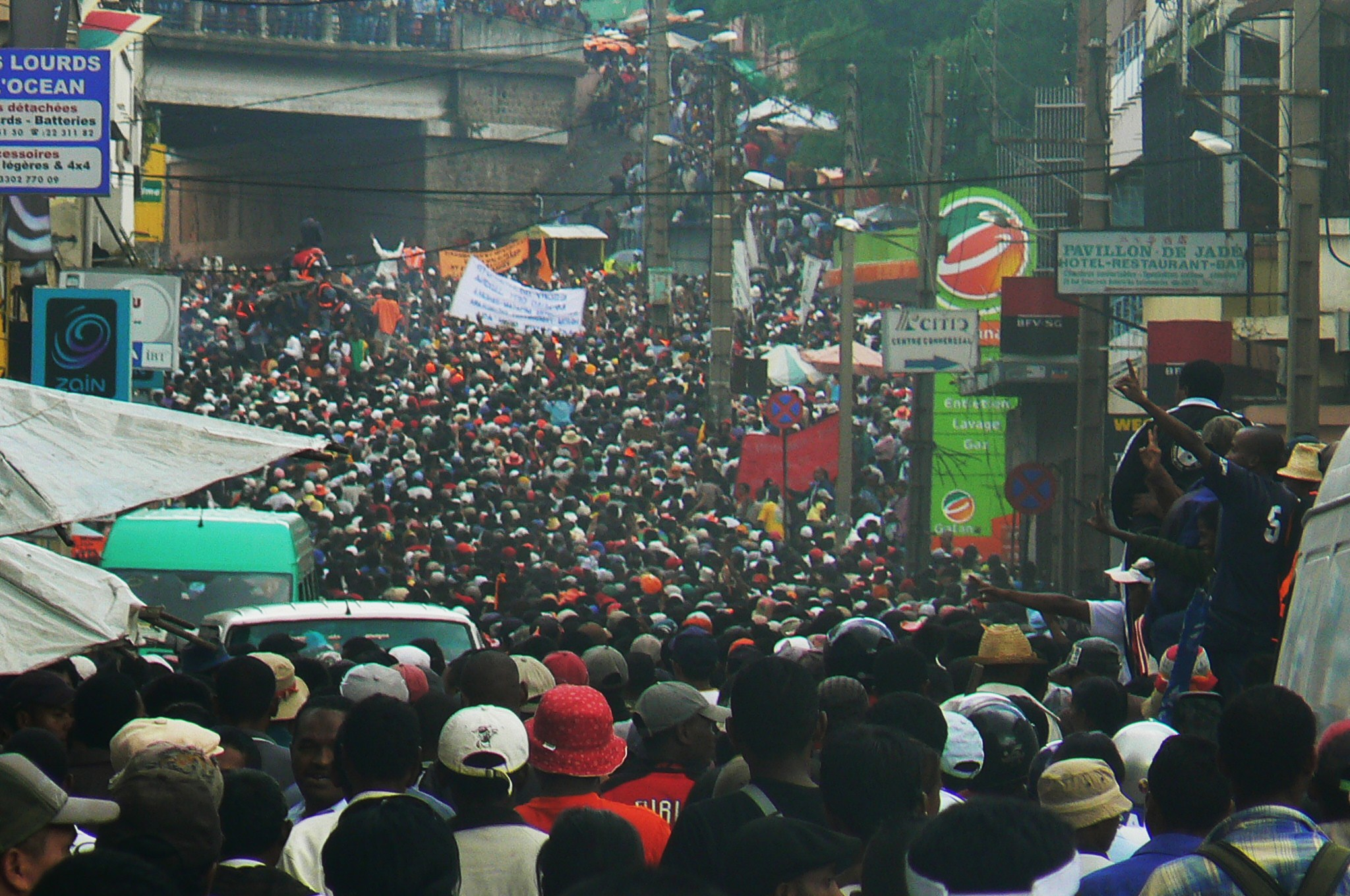
湧上街頭抗議的人群

2009年馬達加斯加政治危機為2009年發生在馬達加斯加的一系列反政府活動，最終導致軍方介入並由首都市長兼反對派領袖的安德里·拉喬利納接掌政權。抗議活動經由安德里·拉喬利納的牽引及組織，開始於2009年1月，旨在針對總統馬克·拉瓦盧馬納納。後來演變為暴力事件，在這場政治危機中至少有130人喪生。2009年3月，安德里·拉喬利納在軍方的支持下，就任過渡政府總統，但未獲國際承認。

## 起因
2007年12月，安德里·拉喬利納（Andry Rajoelina）當選為塔那那利佛市市長。 在拉瓦爾洛馬納納總統與年輕市長之間的緊張關係在2008年迅速增長，因為拉霍埃利納（Rajaelina）成為總統頒布的一系列不受歡迎政策的聲音批評家。他譴責所謂的“限制自由”，並批評總統將大片土地出租給韓國大宇工業公司的計劃。
2008年12月13日，拉瓦洛馬納納（Ravalomanana）政府在接受前流亡總統迪迪埃·拉塔西拉卡（Didier Ratsiraka）的採訪後，決定關閉屬於拉霍伊利納的電視頻道維瓦電視。 其他也播放採訪的電視台和廣播電台均未受到製裁。
拉喬利納於2009年1月組織了一系列集會，針對拉瓦洛馬納納政府，並表達了民眾對總統越來越多的威權主義政策的不滿，並普遍認為國家發展只會使少數派受益最大。隨著反政府的情緒轉變為內亂，兩個國家電視台被反政府示威者焚毀。 危機期間，馬達加斯加至少有130人喪生。 自從拉瓦洛馬納納政府於2002年上任以來，抗議活動被視為最嚴峻的挑戰。政府聲明說，拉瓦洛馬納納總統誓言要“不惜一切代價”恢復秩序。

## 抗議活動
拉喬利納於2009年1月24日至25日的周末在首都塔那那利佛發起大罷工，對拉瓦洛馬納納進行了大罷工。他將拉瓦洛馬納納稱為獨裁者。身處於南非的拉瓦洛馬納納縮短了前往比勒陀利亞的地區峰會的行程，然後飛回了馬達加斯加。拉瓦洛馬納納在一份聲明中譴責市長企圖發動政變，他說：“反抗和公民抗命的呼聲……相當於政變……踐踏憲法和共和國製度的價值觀。” 
2009年1月26日，抗議活動變得越來越暴力。示威者縱火燒毀了馬達加斯加的國有廣播大樓，襲擊了拉瓦洛馬納納擁有的一家私人電視台，並劫掠了整個城市的商店和企業。據報導，當天武裝部隊政府安全人員禁用了拉喬利納擁有的私人廣播電台Viva Radio的發射器。
抗議者洗劫了塔那那利佛的兩個親政府電視台。  2009年1月26日下午1點左右，成千上萬的抗議者突襲並搶劫了馬爾加什國家廣播電台和國家電視台Malgache大樓的總部。 大約一個小時後，示威者燒毀了馬達加斯加廣播系統，該系統由拉瓦洛馬納納總統擁有。據報導，在馬達加斯加廣播系統襲擊中，一名警察和一名十四歲的抗議者在衝突中喪生。
消防員在塔那那利佛市中心的一間燒毀，搶劫的百貨商店的廢墟中發現了至少25人的屍體。人們認為這些屍體是搶劫者的屍體，這些搶劫者是在屋頂塌陷時被困在燃燒的商店中的。總共有44人死亡。 他們的屍體被送往太平間，除十人外，其餘所有人均被嚴重燒傷。
為了反抗政府，拉喬利納呼籲所有塔那那利佛居民在2009年1月29日留在家裡。
抗議活動在首都外蔓延，羅馬天主教紅衣主教安塔那那利佛·阿曼德·拉扎芬德拉德拉德拉（Antananarivo Armand Razafindratandra）呼籲保持鎮靜。據報導，該國所有國家和私人廣播電台都已停止廣播，但由薩利安宗教研究所主持的唐·博斯科廣播電台除外。
拉喬利納於1月31日表示，由於拉瓦洛馬納納和政府未能履行其職責，他正在控制該國。[13] 他說，要求拉瓦洛馬納納“立即辭職”的請求將“為了遵守法律程序”提交議會。 此外，他要求中央銀行從政府中扣款，要求所有政府部門關閉，並要求安全部隊加入他的行列。 拉喬利納說，他希望憲法受到尊重，是拉瓦洛馬納納違反了憲法。 拉喬埃利納說，很快將在他的領導下任命新的過渡政府，並在兩年內舉行新的總統選舉。 拉瓦洛馬納納當天在講話中說，他“仍然是這個國家的總統”，並且他將“做發展這個國家所需的一切”。[
非洲聯盟立即警告拉喬利納，它不會接受馬達加斯加的違憲權力奪取：“完全禁止以非憲政手段奪取政權。” 
與拉喬利納結盟的反對派領導人於2月2日向高級憲法法院遞交了請願書，要求將拉瓦洛馬納納罷免。 到那時，據報導參加拉霍伊利納集會的人數減少了。 2月3日，拉喬利納在一次集會上表示，他將於2月7日宣布新政府。 同一天，高級憲法法院裁定它無權罷免總統，因為該權力屬於議會。同樣在2月3日，拉喬利納被免職為市長，而是任命了一個由蓋伊·蘭德里安納里索阿（Guy Randrianarisoa）為首的特別代表團。 拉喬利納譴責該決定，稱“沒有正當理由”，並準備在必要時面臨逮捕。 他警告說該市將“不接受這一決定”。
拉喬利納於2月4日舉行了另一次集會，約有1500人參加。 在那個場合，他稱任命蘭德里安納里索阿為“對馬達加斯加人民的侮辱”。 他改為任命米歇爾·拉塔西瓦卡（Michele Ratsivalaka）接任市長，並給了他市長圍巾。